# Обратный перекрёсток

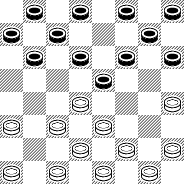
Табия дебюта

Обратный перекрёсток — дебют в русских шашках. Табия дебюта возникает после ходов 1.cd4 de5 2.bc3 ed6 3.gh4. Это дебют «Перекрёсток», разыгранный за черных. Иной порядок ходов встречается крайне редко.
Как пишут авторы методического пособия по дебюту Чернопищук и Высоцкий, «белые отказываются от связки сил черных и позволяют противнику связать накрест свои шашки. Если черные воспользуются этой возможностью и сыграют 3…dc5, то на доске возникает построение, характерное для дебюта обратный перекрёсток.» (Чернопищук А. С., Высоцкий В. М. Дебюты: «Обратный перекрёсток», «Отказанный обратный перекрёсток». Методическое пособие по русским шашкам. — Государственный Комитет Азербайджанской ССР по физической культуре и спорту, кооператив «Досуг». — Баку, 1990. — 75 с — 1000 экз. С.3)
Перекрёстки играли охотно такие мастера рубежа XIX—XX веков, как С. Воронцов, братья Шошины, А.Оводов, В.Медков. В советское время в теорию дебюта внесли вклад Н.Абациев, З. Цирик, Э. Рыбаков, А. Войцесчук (Войцещук), В. Максимчук и др.(Чернопищук А. С., Высоцкий В. М. Дебюты: «Обратный перекрёсток», «Отказанный обратный перекрёсток». Методическое пособие по русским шашкам. — Государственный Комитет Азербайджанской ССР по физической культуре и спорту, кооператив «Досуг». — Баку, 1990. — 75 с — 1000 экз. С.3)

## Игра в дебюте
Несмотря на то, что для создания характерного построения «перекрёстка» требуется сделать ход 3…dc5 (основная система), и, значит, любой другой ход является отказом от дебютного построения, к дебюту обратного перекрёстка относят ряд теоретиков и ходы 3…fe7, 3…hg5 (Чернопищук А. С., Высоцкий В. М. Дебюты: «Обратный перекрёсток», «Отказанный обратный перекрёсток». Методическое пособие по русским шашкам. — Государственный Комитет Азербайджанской ССР по физической культуре и спорту, кооператив «Досуг». — Баку, 1990. — 75 с — 1000 экз. С.3).